# Гусейнов, Карамат Гусейн оглы
Карамат Гусейн оглы Гусейнов (азерб. Kəramət Hüseyn oğlu Hüseynov; род. 1998, Баку) — азербайджанский дзюдоист, член национальной сборной Азербайджана по дзюдо, бронзовый призёр чемпионата мира 2021 и чемпионата Европы 2021 года, участник Олимпийских игр 2020 года в Токио. Племянник Олимпийского чемпиона дзюдоиста Эльнура Мамедли.

## Биография
Карамат Гусейнов родился 30 августа 1998 года в Баку. Видя интерес 9-летнего Карамата к дзюдо, его дядя (брат матери) Олимпийский чемпион дзюдоист Эльнур Мамедли посоветовал в 2007 году записать мальчика в этот вид спорта. Так, Карамат Гусейнов стал членом спортивного клуба «Аттила». Первым его тренером стал Эмин Фатуллаев, под началом которого Карамат Гусейнов впоследствии и тренировался.
В 2008 году Карамат Гусейнов становится чемпионом Баку среди юношей, а уже в 16 лет выигрывает чемпионат Азербайджана. В 2014 году выигрывает золотую медаль на Кубке Европы среди юношей в португальском городе Коимбра, а на аналогичном турнире в польском Бельско-Бяла берёт бронзу.
Карамат Гусейнов выиграл серебряную медаль на Европейском юношеском олимпийском фестивале в Тбилиси в 2015 году. В 2017 году он завоевал серебряную медаль на чемпионате мира среди юниоров в Загребе. В этом же году Гусейнов становился чемпионом Европы среди юниоров в 2017 в Мариборе и бронзовым призёром чемпионата Европы среди дзюдоистов до 23 лет в Подгорице.
В 2018 году в Саарбрюккене Карамат Гусейнов выиграл бронзовую медаль. В 2018 году он стал серебряным призером Кубка Европы в Оренбурге. На чемпионате мира 2018 года в Баку Гусейнов в весовой категории до 60 кг занял пятое место. Здесь он сенсационно победил действующего олимпийского чемпиона Беслана Мудранова, но в четвертьфинале проиграл будущему чемпиону мира Наохиса Такато из Японии. В схватке же за бронзу проиграл Амирану Папинашвили из Грузии.
На турнире Большого шлема в Тбилиси в 2021 году Гусейнов завоевал бронзовую медаль. В этом же году Гусейнов завоевал бронзовую медаль на чемпионате Европы в Лиссабоне. В июне 2021 года на чемпионате мира, который состоялся в столице Венгрии, в Будапеште, азербайджанский спортсмен завоевал бронзовую медаль в весовой категории до 60 кг, победив в схватке за 3-е место спортсмена из Казахстана Магжана Шамшадина.
Принимал участие на летних Олимпийских играх 2020 в Токио, где в первой же схватке победил Эшли Маккензи из Великобритании за счет оценки «вадза-ари», однако в 1/8 финала проиграл иппоном чемпиону мира 2019 года Лухуми Чхвимиани из Грузии и выбыл из турнира.